# Serrat del Colomer (Bertí)
El Serrat del Colomer és un serrat del terme municipal de Sant Quirze Safaja, a la comarca del Moianès.
Està situat en el sector més oriental del terme, en terres de Bertí. Dins del terme d'aquest darrer poble, és en el seu sector central-meridional, a prop i al sud-est del Soler de Bertí i a la dreta del torrent de l'Ullar. Queda emmarcat pel Sot del Colomer a ponent i el Sot del Fandracs a llevant.